# Nils Kahnwald
Nils Kahnwald (* 1984 in Marburg) ist ein deutscher Schauspieler.

## Leben
Kahnwald wurde in Marburg geboren und wuchs dort auf. Nach dem Abitur studierte er von 2005 bis 2009 Schauspiel an der Universität der Künste Berlin. Bereits während seines Studiums gastierte er am Deutschen Theater Berlin und dem Maxim Gorki Theater Berlin. Von 2009 bis 2013 war er festes Ensemblemitglied am Schauspiel Frankfurt, u. a. als Peer Gynt (Regie: Antú Romero Nunes) und als Woyzeck (Regie: Christopher Rüping). Außerdem war er am Thalia Theater Hamburg in der Rolle des Tschick zu sehen.
Von 2013 bis 2017 war Kahnwald festes Ensemblemitglied am Schauspielhaus Zürich, wo er als Mörder in den zehn Geboten (Regie: Karin Henkel) und in mehreren Arbeiten von René Pollesch zu sehen war.
Im Jahr 2017 wechselte er an die Münchner Kammerspiele, wo er in Hamlet, Trommeln in der Nacht und Dionysos Stadt zu sehen war. Im Jahr 2019 wurde er von der Fachzeitschrift Theater heute für seine Rollen in Dionysos Stadt zum Schauspieler des Jahres gewählt.
Seit der Spielzeit 2022/23 ist er festes Ensemblemitglied am Thalia Theater Hamburg.
Darüber hinaus machte er diverse Hörspiele und übernahm vereinzelt Rollen in der Fernsehreihe Tatort.

## Hörspiele
- 2007: Matthias Eckoldt: Ein Hörstückprojekt mit Studierenden des Studiengangs Schauspiel der UdK Berlin: Speed-Dating (1. Teil) – Regie: Christoph Dietrich (Original-Hörspiel, Kurzhörspiel – RBB)
- 2010: Eddy Pallaro: In meinem Wohlbefinden das Wohlbefinden aller, ich sage es ohne Selbstgefälligkeit (Jean) – Regie: Daniela Kletzke (Originalhörspiel – SR)
- 2020: Wolfram Höll: Nebraska (Max) – Regie: Wolfram Höll (Originalhörspiel – SRF)
- 2021: John Steinbeck: Jenseits von Eden (Achtteilige Hörspielserie) (Caleb Trask) – Regie: Christiane Ohaus (Hörspielbearbeitung – NDR)